# Canton de Fraize
Cet article concerne le canton. Pour les autres significations, voir Fraize (homonymie).
Le canton de Fraize est une ancienne division administrative française, située dans le département des Vosges et la région Lorraine.

## Composition
| Nom                    | Code Insee | Intercommunalité           | Superficie (km2) | Population (dernière pop. légale) | Densité (hab./km2) |
| ---------------------- | ---------- | -------------------------- | ---------------- | --------------------------------- | ------------------ |
| Fraize (chef-lieu)     | 88181      | CA de Saint-Dié-des-Vosges | 15,59            | 3 017 (2014)                      | 194                |
| Anould                 | 88009      | CA de Saint-Dié-des-Vosges | 24,23            | 3 370 (2014)                      | 139                |
| Ban-sur-Meurthe-Clefcy | 88106      | CA de Saint-Dié-des-Vosges | 45,04            | 982 (2014)                        | 22                 |
| La Croix-aux-Mines     | 88120      | CA de Saint-Dié-des-Vosges | 16,80            | 525 (2014)                        | 31                 |
| Entre-deux-Eaux        | 88159      | CA de Saint-Dié-des-Vosges | 8,47             | 524 (2014)                        | 62                 |
| Mandray                | 88284      | CA de Saint-Dié-des-Vosges | 12,36            | 595 (2014)                        | 48                 |
| Plainfaing             | 88349      | CA de Saint-Dié-des-Vosges | 38,56            | 1 730 (2014)                      | 45                 |
| Saint-Léonard          | 88423      | CA de Saint-Dié-des-Vosges | 14,57            | 1 357 (2014)                      | 93                 |
| Le Valtin              | 88492      | CC Gérardmer Hautes Vosges | 19,64            | 86 (2014)                         | 4,4                |

## Représentation

### Conseillers généraux de 1833 à 2015
| Période               | Identité                                              | Parti                    | Qualité |
| --------------------- | ----------------------------------------------------- | ------------------------ | --- |
| 1833-1841 (décès)     | Joseph Mengin (1777-1841)                             |                          | Notaire Maire de Fraize (1823-1830)                                                                                             |
| 1842-1848             | Charles Mengin (1802-1858) (fils du précédent)        |                          | Notaire, suppléant du juge de paix Maire de Fraize                                                                              |
| 1848-1855             | Jean-Claude Batremeix (1789-1860)                     |                          | Notaire à Fraize |
| 1855-1871             | Nicolas Géliot                                        | Bonapartiste             | Manufacturier (filateur) Maire de Plainfaing Député (1867-1870)                                                                 |
| 1874-1882 (démission) | Aimé Georgeon                                         |                          | Notaire |
| juin-juillet 1882     | Olympe Masson                                         |                          | Magistrat Maire de Fraize (1880-1889) décédé en cours de mandat                                                                 |
| 1882-1898             | Paul Marcillat                                        | Républicain progressiste | Brasseur Maire de Plainfaing (1884-1898) Député des Vosges (1893-1898)                                                          |
| 1898-1919             | Marius Durand                                         | Républicain              | Médecin Maire de Fraize (1900-1919)                                                                                             |
| 1919-1923 (démission) | Alfred Antoine                                        | Rad.                     | Maire de Clefcy, conseiller d'arrondissement                                                                                    |
| 1923-1934             | Marius Durand                                         | Rad.                     | Médecin Ancien Maire de Fraize                                                                                                  |
| 1934-1940             | Julien Léonard                                        | SFIO puis PC-SFIC        | Granitier Maire de Plainfaing (1919-1941), conseiller d'arrondissement                                                          |
|                       |                                                       |                          | |
| 1943-1945             | Louis Prenier                                         |                          | Maire de Plainfaing Nommé conseiller départemental en 1943                                                                      |
|                       |                                                       |                          | |
| 1945-1949             | Louis Mayard (1901-1983)                              | PCF                      | Artisan à Fraize |
| 1949-1952 (décès)     | Jacques Tacnet, dit Ducreux décédé en cours de mandat | Rad.                     | Agent commercial Maire de Wisembach (1949-1952) Député (1951-1952)                                                              |
| 23 mai 1952-1961      | Henri Lalevée (1889-1982)                             | DVD puis UNR             | Instituteur retraité, Fraize |
| 1961-1967             | Joseph Valentin                                       | PCF                      | Agriculteur Maire de Plainfaing (1947-1995)                                                                                     |
| 1967-1979             | Roger Fréchin                                         | UDR puis RPR             | Fonctionnaire Conseiller régional (1976-1979)                                                                                   |
| 1979-1992             | Joseph Valentin                                       | PCF                      | Maire de Plainfaing (1947-1995)                                                                                                 |
| 1992-1998             | François Thiébaut                                     | RPR                      | Médecin Maire de Plainfaing (1995-2001)                                                                                         |
| 1998-2001 (démission) | Claude Jacquot                                        | PS                       | Professeur de collège Maire de Fraize (1989-2008) Député (1997-2002) Président de la communauté de communes de la Haute Meurthe |
| 2001-2004             | François Thiébaut                                     | UMP                      | Médecin Maire de Plainfaing (1995-2001)                                                                                         |
| 2004-2015             | Jean Claude                                           | PS                       | Directeur d'école à la retraite                                                                                                 |

### Conseillers d'arrondissement (de 1833 à 1940)
| Période                                  | Période | Identité                      | Étiquette   | Qualité |
| ---------------------------------------- | ------- | ----------------------------- | ----------- | --- |
| 1833                                     | 1848    | Claude Nicolas Batremeix      |             | Marchand à Fraize                                                                                           |
|                                          |         |                               |             | |
| 1877                                     | 1883    | Michel Marchillat (1816-1897) | Républicain | Brasseur, conseiller municipal de Plainfaing                                                                |
|                                          |         |                               |             | |
| 1913                                     | 1919    | Alfred Antoine                | Rad.        | Maire de Clefcy, Président du Conseil d'arrondissement                                                      |
| 1919                                     | 1925    | Stanislas Jeandemange         |             | Conseiller municipal de Fraize                                                                              |
| 1925                                     | 1934    | Julien Léonard (1876-1947)    | PC-SFIC     | Granitier, maire de Plainfaing (1919-1941)                                                                  |
|                                          |         |                               |             | |
| 1937                                     | 1940    | Aimé Dodin                    | Soc.ind.    | Instituteur, Plainfaing                                                                                     |
| 1940                                     |         |                               |             | Les conseils d'arrondissement ont été suspendus par la loi du 12 octobre 1940 et n'ont jamais été réactivés |
| Les données manquantes sont à compléter. |         |                               |             | |

## Démographie
| 1962   | 1968   | 1975   | 1982   | 1990   | 1999   | 2006   | 2011   | 2012   |
| ------ | ------ | ------ | ------ | ------ | ------ | ------ | ------ | ------ |
| 12 519 | 12 195 | 11 868 | 12 017 | 11 643 | 11 506 | 12 095 | 12 326 | 12 304 |